# Karl-Rehbein-Schule
Die Karl-Rehbein-Schule (kurz KRS) ist ein Gymnasium in Hanau mit rund 1900 Schülern.

## Geschichte
Die Karl-Rehbein-Schule wurde 1840 als Höhere Töchterschule gegründet, um neben den Privatschulen eine höhere Schule für Mädchen einzurichten. Die Karl-Rehbein-Schule war damit Teil einer umfassenden Reform des städtischen Schulwesens unter Hanaus erstem Oberbürgermeister Bernhard Eberhard. Erster Schulleiter war Herr Denhard. Aktuell ist Stephan Rollmann der Schulleiter der KRS. Er übernahm das Amt von Rainer Gimplinger, welcher überraschend im Dezember 2021 verstarb. Sein Stellvertreter ist Christian Leinweber.

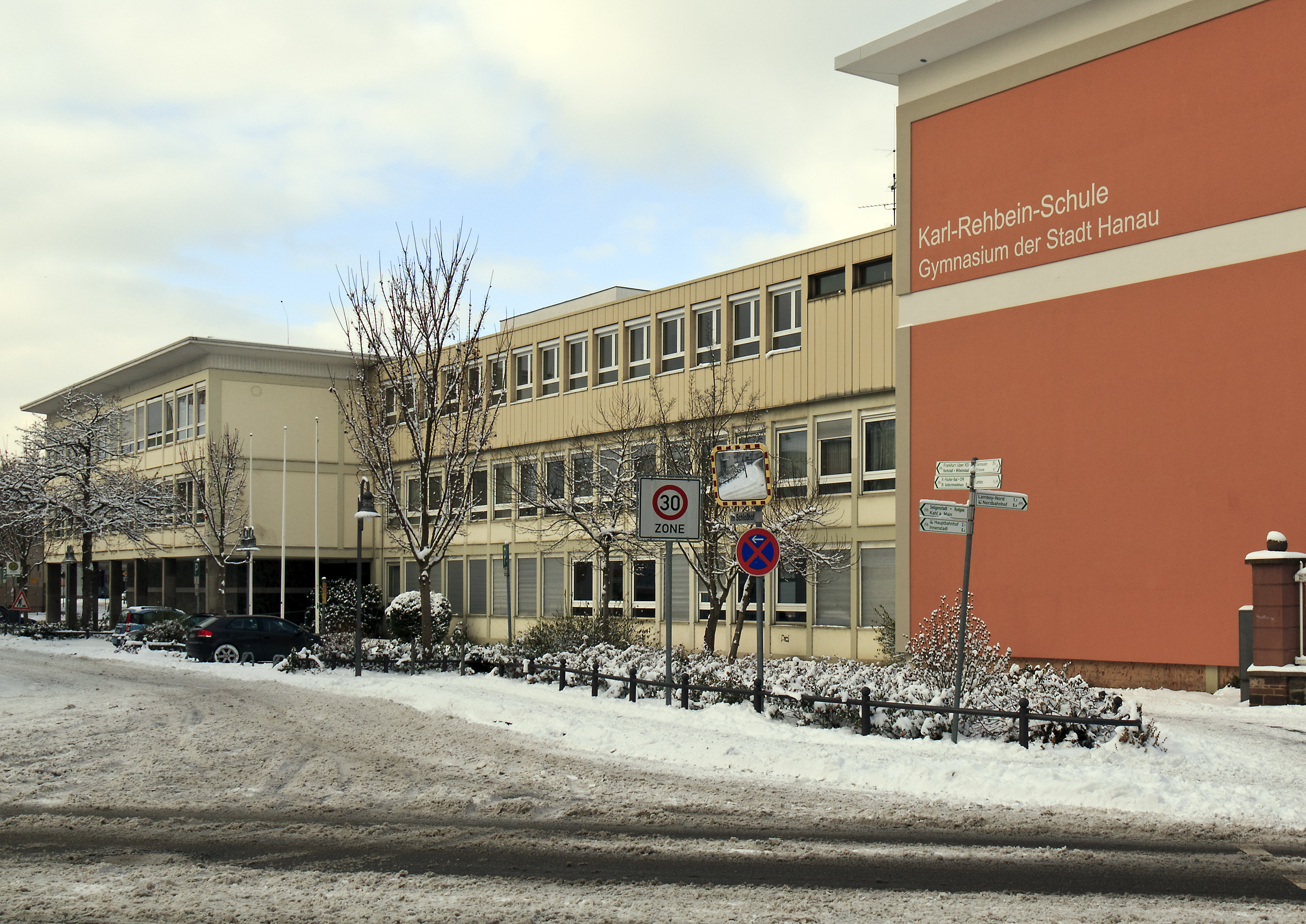
Die Karl-Rehbein-Schule im Dez. 2010

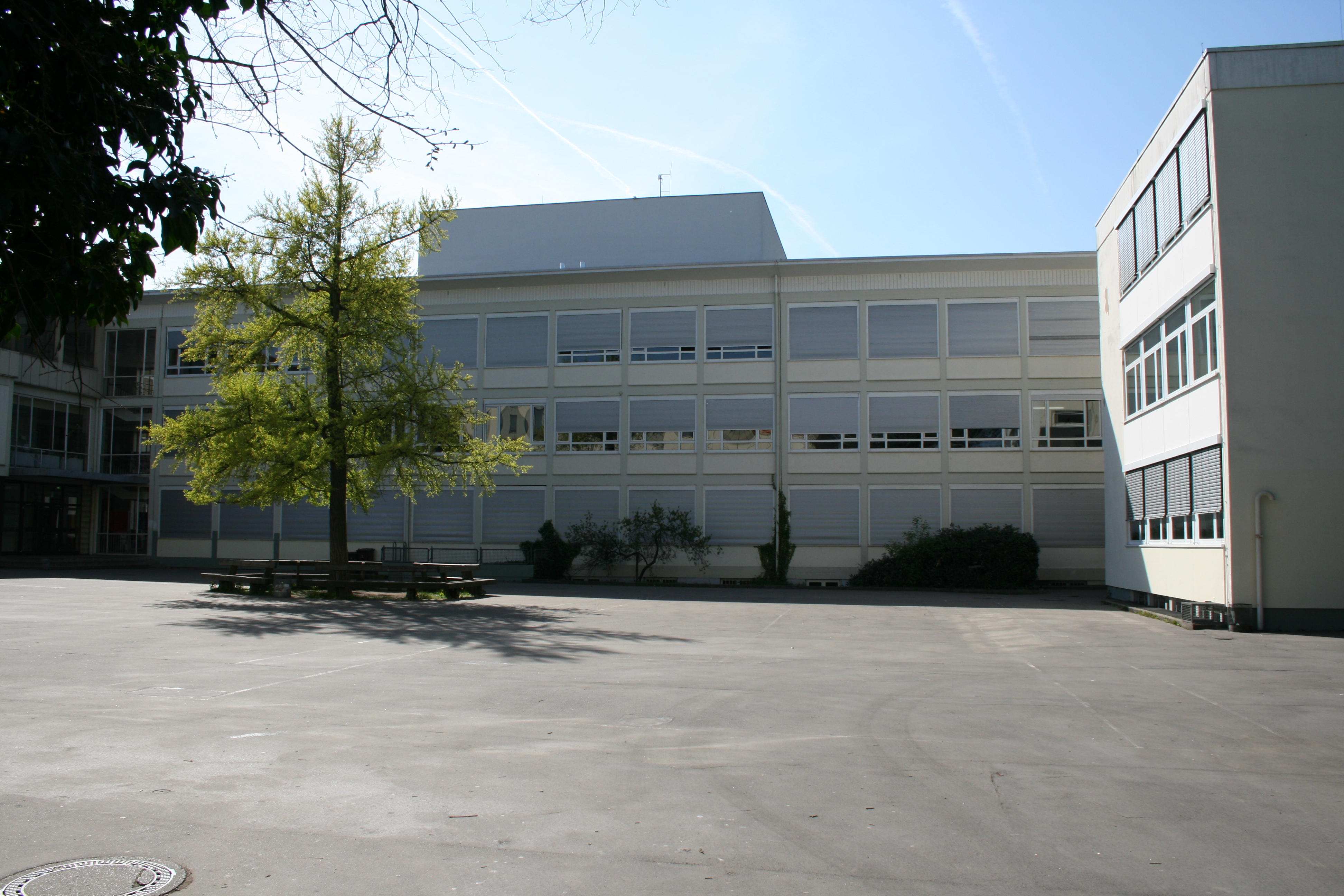
Schulhof

1938 legten erstmals sechs Schülerinnen die Abiturprüfung an der Karl-Rehbein-Schule ab, mittlerweile sind es etwa 150 Abiturientinnen und Abiturienten pro Jahr.
Der heutige Gebäudekomplex der Schule wurde ab 1955 errichtet. Dazu wurden Flächen bebaut, die zuvor zum Schlossgarten und dem nach seiner Beschädigung in den Luftangriffen des Zweiten Weltkrieges abgerissenen Hanauer Stadtschloss eingenommen wurden. Der damalige Oberbürgermeister der Stadt Hanau, Karl Rehbein, nach dem die Schule später benannt wurde, setzte sich energisch für den Bau der Schule am heutigen Standort ein. Das Schulgebäude ist ein Kulturdenkmal nach dem Hessischen Denkmalschutzgesetz.
Ab 1970/71 und etliche Folgejahre wurden zeitweise 5. und 6. Klassen mit ABC Kursen die Förderstufe eingeführt in den Fächern Deutsch Englisch und Mathematik eingeteilt in A B C Kurse für die späteren Schulformen, auf den Grundschulen geführt, deshalb begann erst mit der 7. Klasse das Gymnasium oder andere Schulformen. Auch Biologie und Physik wurden in den 2 Jahren, die ja in der Grundschule/Hauptschule stattfanden mit weniger/qualitativ geringerem Anspruch unterrichtet als zu früheren Gymnasialzeiten. Erst ab dem 1. Jahrgang nach der Förderstufe 1972 wurden Mädchen und Jungen gleichermaßen auch in der Mittelstufe aufgenommen. Das waren jedoch deutlich weniger Jungen als Mädchen in diesem Jahrgang.
1976 wurde in Hessen und auch hier in der Rehbein in der Oberstufe (3 Jahre bis Abitur) das Kurssystem eingeführt. Vorher gab es einige Testschulen.
Vorher nannte man die Karl-Rehbein-Schule Mädchengymnasium Sprachlich-Naturwissenschaftlich mit Musischem Zweig.
Die Physik und Chemieräume wurden 1977 ausgebaut und danach nochmal( Jahr?)
Die Karl-Rehbein-Schule nutzt zusätzlich die Räumlichkeiten der aufgelösten Schule am Schloßplatz am Schloßplatz 4 und Räume der Pestalozzischule (Grundschule).
Den Schüleraustausch mit Dartford gibt es seit 1969.

## Schwerpunkte
Die Karl-Rehbein-Schule zeichnet sich durch ein umfassendes gymnasiales Angebot mit besonderen Schwerpunkten aus.
- Fremdsprachen: Jährliche Schüleraustauschprogramme mit Dartford (Großbritannien), Lyon (Frankreich), La Victoria (Córdoba) (Spanien), Yavne (Israel) und Sanmen (China) sowie das Sprachzertifikat DELF ergänzen den Fremdsprachenunterricht.
- Gesellschaftlich-Ökonomischer Bereich
- Musische Fächer: Viel beachtete Erfolge feiern das Große Orchester, die Chöre, Blechbläser, Flötenkreise und die Big Band sowohl in Hanau als auch im Ausland. Die zahlreichen Konzerte und Musicalaufführungen mit etwa 350 Beteiligten sind fester Bestandteil des Gesamtkonzepts und in der Region viel beachtet.
- Sportlicher Bereich: Die Karl-Rehbein-Schule ist Sportleistungszentrum, kooperiert mit dem Ruderclub Hassia, der Turngemeinde Hanau sowie dem 1. Hanauer Tennis- und Hockey Club und stellt siegreiche Mannschaften bei Jugend trainiert für Olympia.

Außerdem verdeutlichen Programme zur Hochbegabtenförderung in der Pfiffikus-AG, zum sozialen Lernen (Mediation) und die Teilnahme am europäischen Bildungsprojekt Comenius die Leistungsfähigkeit des Gymnasiums.

## Gruppen
An der Karl-Rehbein-Schule bestehen über die genannten hinaus noch etliche andere Arbeitsgemeinschaften, woran die Schüler freiwillig teilnehmen können. Hierzu zählen unter anderem Gruppen zu den Themen Kunst, Afrika, Media, Fotografie, Astronomie, Biologie, Chemie, Chinesisch, GO, Hockey, Griechisch, Internet, Italien, Mathematik, Physik, Rudern, Russisch, Schach, Schülerzeitung, Töpfern und Umwelt. Seit 2000 gibt es an der Karl-Rehbein-Schule einen Schulsanitätsdienst.

## Fördervereine
Seit 1957 ist der „Verein der Freunde der Karl-Rehbein-Schule e. V.“ an der Schule aktiv, der sich zum Ziel gesetzt hat, die Karl-Rehbein-Schule durch Mitgliedsbeiträge und Spendengelder zu unterstützen und individuelle Fähigkeiten und Interessen der Schüler zu fördern. Als Vorläufer bestand ab 1929 der „Bund der Freunde des Gymnasiums für Mädchen“.

## Persönlichkeiten

### Lehrer
- Elisabeth Schmitz (1893–1977), Theologin und Widerstandskämpferin, Lehrerin an der KRS von 1946 bis 1958
- Eckhard Meise (* 1940), Lehrer an der KRS von 1970 bis 2003
- Aloys Lenz (* 1943), CDU-Politiker und Landtagsabgeordneter in Hessen, Lehrer an der KRS von 1971 bis 1980
- Konrad Quillmann (1936–2002), Kunsterzieher und Künstler, Lehrer an der KRS von 1968 bis 1998

### Schüler
- Rolf Krebs (1940–2023), Wirtschaftsmanager, legte 1959 die Zusatzabiturprüfung an der KRS ab[1]
- Erika Steinbach (* 1943), deutsche Politikerin, MdB[2]
- Renate Neubäumer (* 1952), Ökonomin, bestes Abitur 1971[3]

- Lothar Mohn (* 1954), Kirchenmusikdirektor
- Daniela Schadt (* 1960), Journalistin
- Robsie Richter (* 1964), Autor und Verleger
- Andreas Zeller (* 1965), Informatiker
- Carsten Kauke (* 1970), Künstler
- Torsten Kauke (* 1967), Künstler